# 봉화 만산고택
봉화 만산고택(奉化 晩山古宅)은 대한민국 경상북도 봉화군 춘양면에 있는, 조선 후기 만산 강용(1846~1934)이 1878년에 건립한 가옥이다. 2013년 12월 12일 대한민국 국가민속문화재 제279호로 지정되었다.
조선 후기 만산 강용(1846 ~ 1934)이 1878년에 건립한 가옥으로 측면출입형 ㅁ자 형태의 본채와 서실, 별채, 대문채 등 사대부가 상류주택의 구성을 고루 갖추고 경북 북동부의 지역적 건축 특성을 잘 보여주고 있다.
만산(晩山) 현판은 흥선대원군이 친필로 하사, 서실 처마 밑에 있는 한묵청연(翰墨淸緣) 편액은 영친왕이 8세 때 쓴 글로 왕실과의 밀접한 관계를 보여주고 있다.
별채 칠류헌은 영친왕 을 비롯한 조선 말기의 여러 문인들과 학문을 교류하던 장소로 활용되었으며 11칸의 대문채 규모 등으로 보아 당시 사회·경제상을 잘 반영하고 있고, 주거민속 등 전통 주생활 문화가 잘 보전되고 있으므로 국가지정문화재로 지정되었다.

## 참고 자료
- 봉화 만산고택 - 국가유산청 국가유산포털